# 兵庫県道85号神戸加東線
兵庫県道85号神戸加東線（ひょうごけんどう85ごう こうべかとうせん）は、兵庫県神戸市北区から加東市を結ぶ県道（主要地方道）である。

## 概要

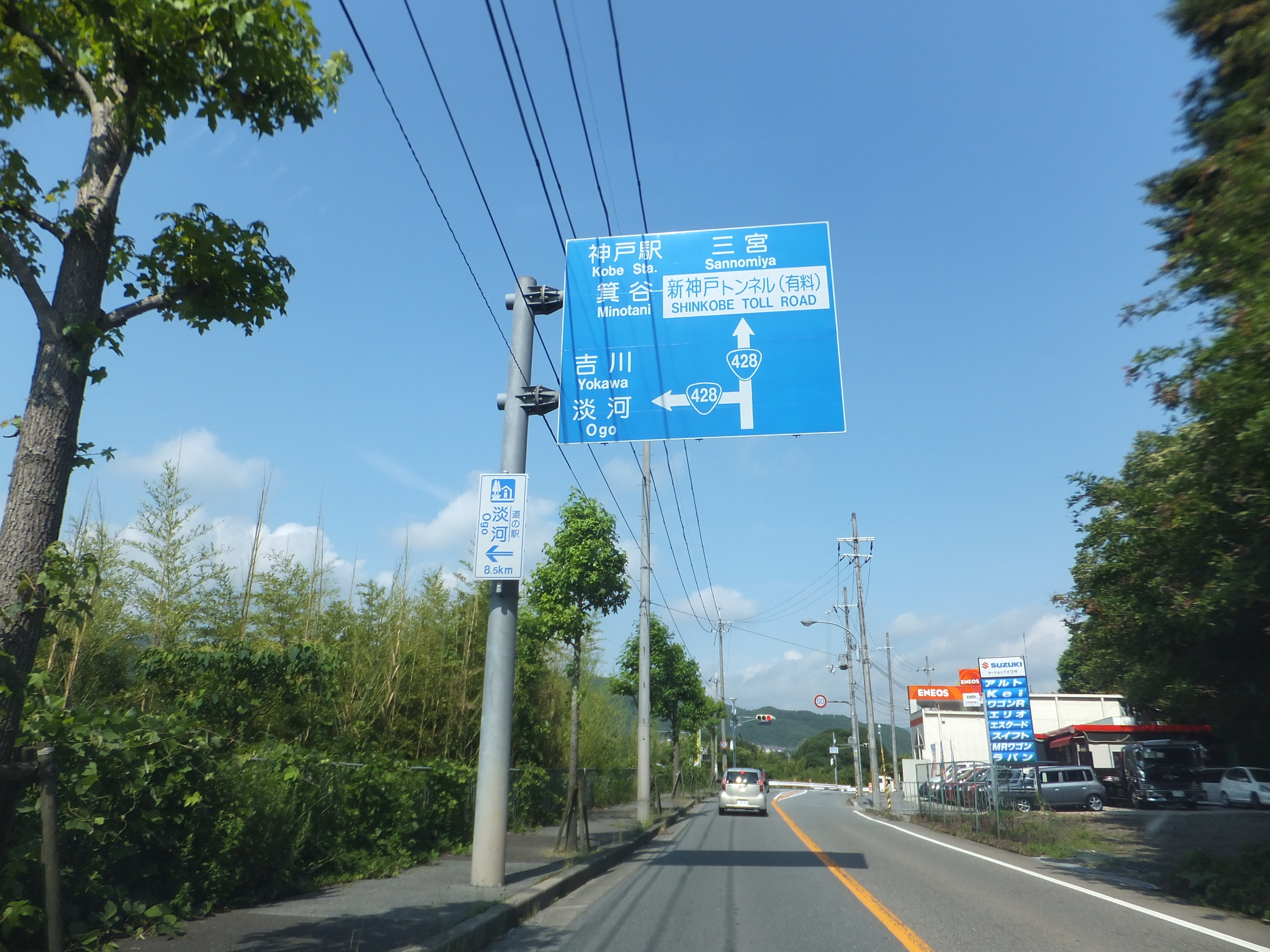
起点付近
神戸市北区山田町原野字西脇山で撮影

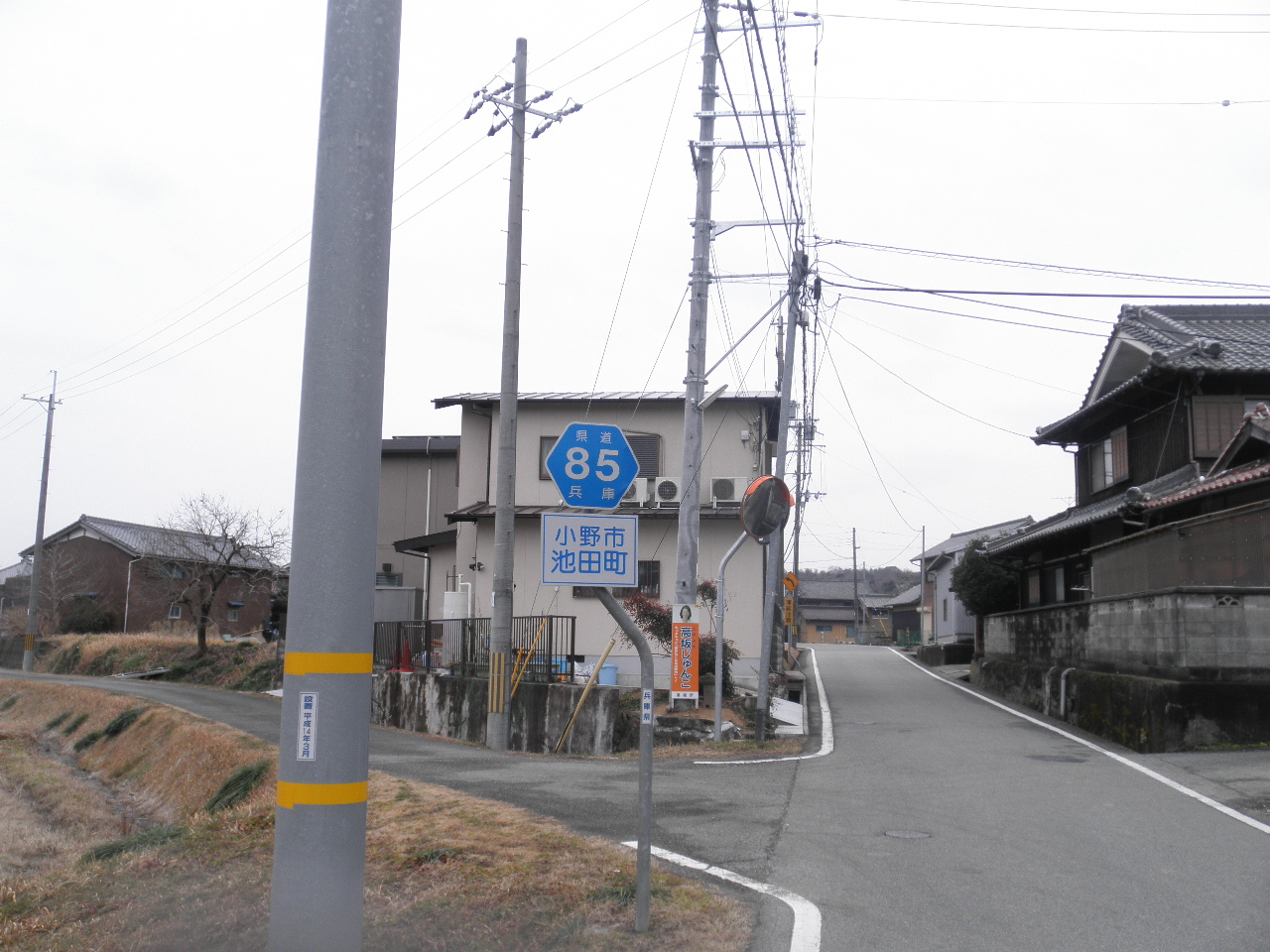
本道の標識
兵庫県小野市池田町で撮影

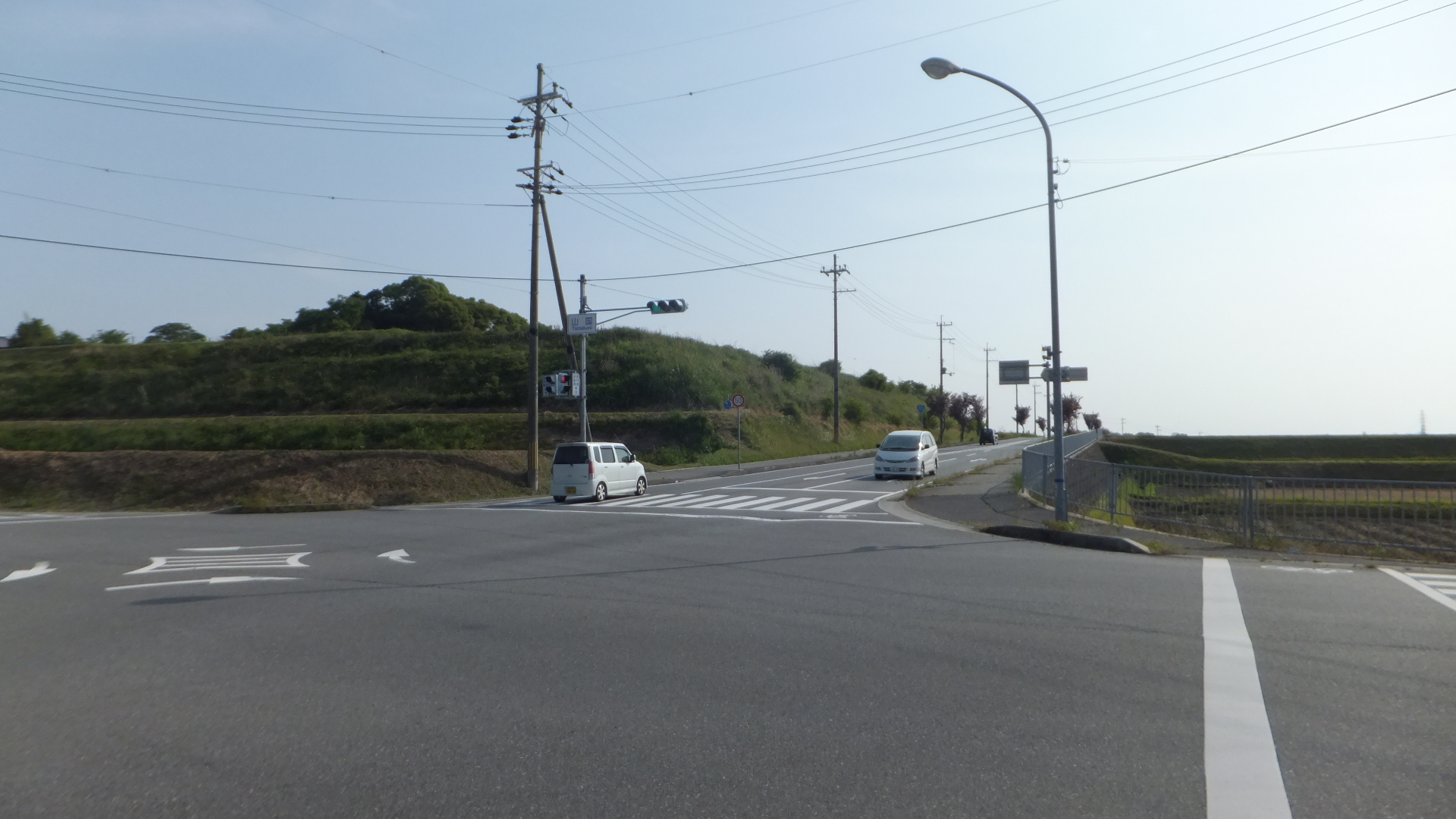
終点付近
加東市山国で撮影

- 兵庫県道75号小野藍本線の区間では拡幅が計画されている。[1]

### 路線データ
- 起点：神戸市北区山田町原野字西脇山（国道428号・原野南交差点）
- 終点：加東市山国（国道372号・山国交差点）
- 総延長：約19.002 km

## 歴史
- 1964年11月28日、主要地方道三木下谷上線が認定
- 1971年10月1日、兵庫県道50号となる
- 1993年（平成5年）5月11日 - 建設省から、県道三木下谷上線・県道御坂社線が神戸社線として主要地方道に指定される[2]。
- 1994年4月1日、路線延長により兵庫県道85号神戸社線に改称。
- 2006年4月1日、兵庫県道85号神戸加東線に改称。
- 2009年12月18日 - 槙山バイパス供用[3] [4]

## 路線状況

### バイパス
- 槇山バイパス - 三木市志染町大谷から細川町垂穂までの区間で2009年12月18日に供用され、長さは500mである[3] [4]。
- 小田バイパス

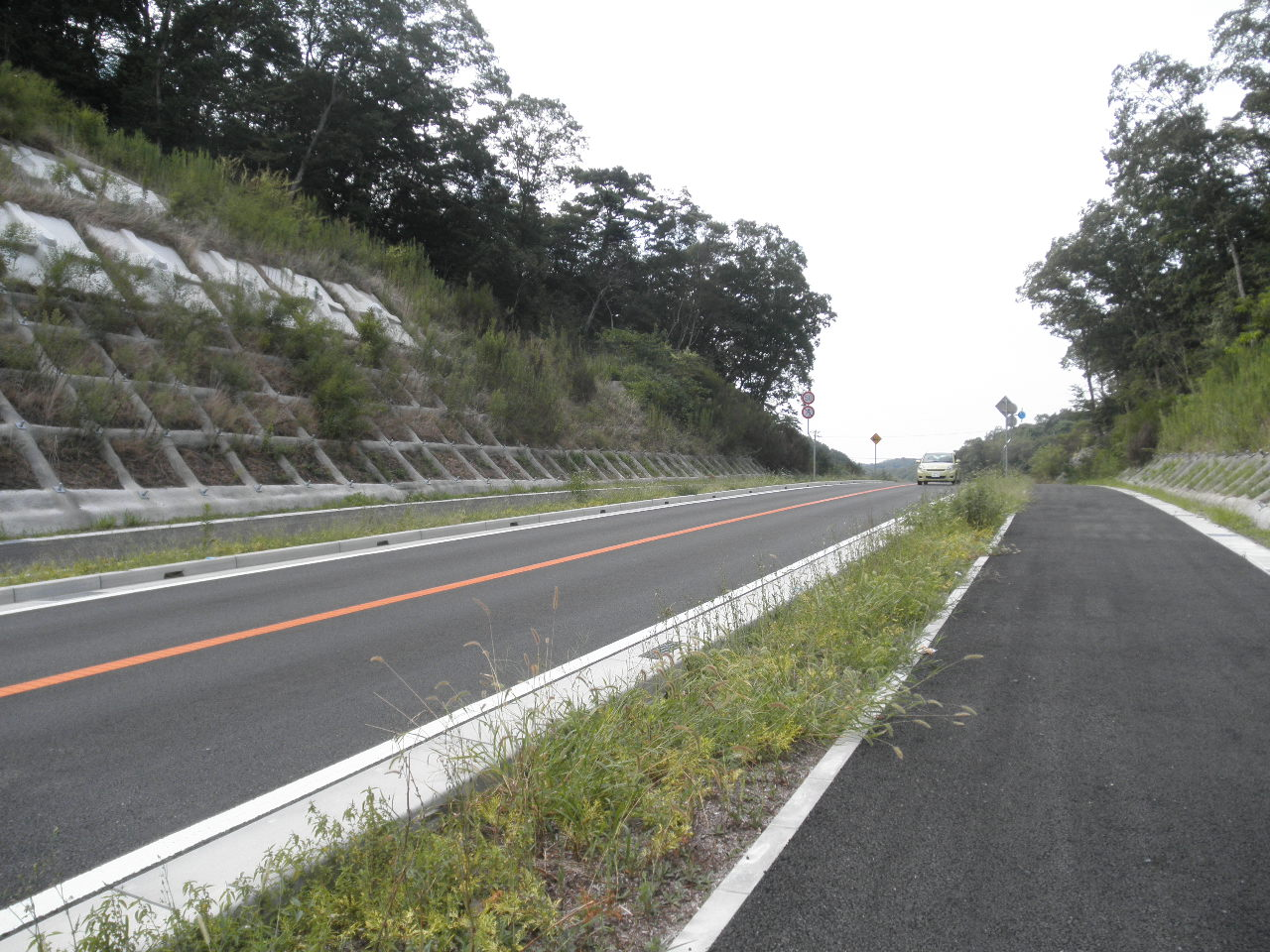
槙山バイパス 三木市細川町槇山で撮影
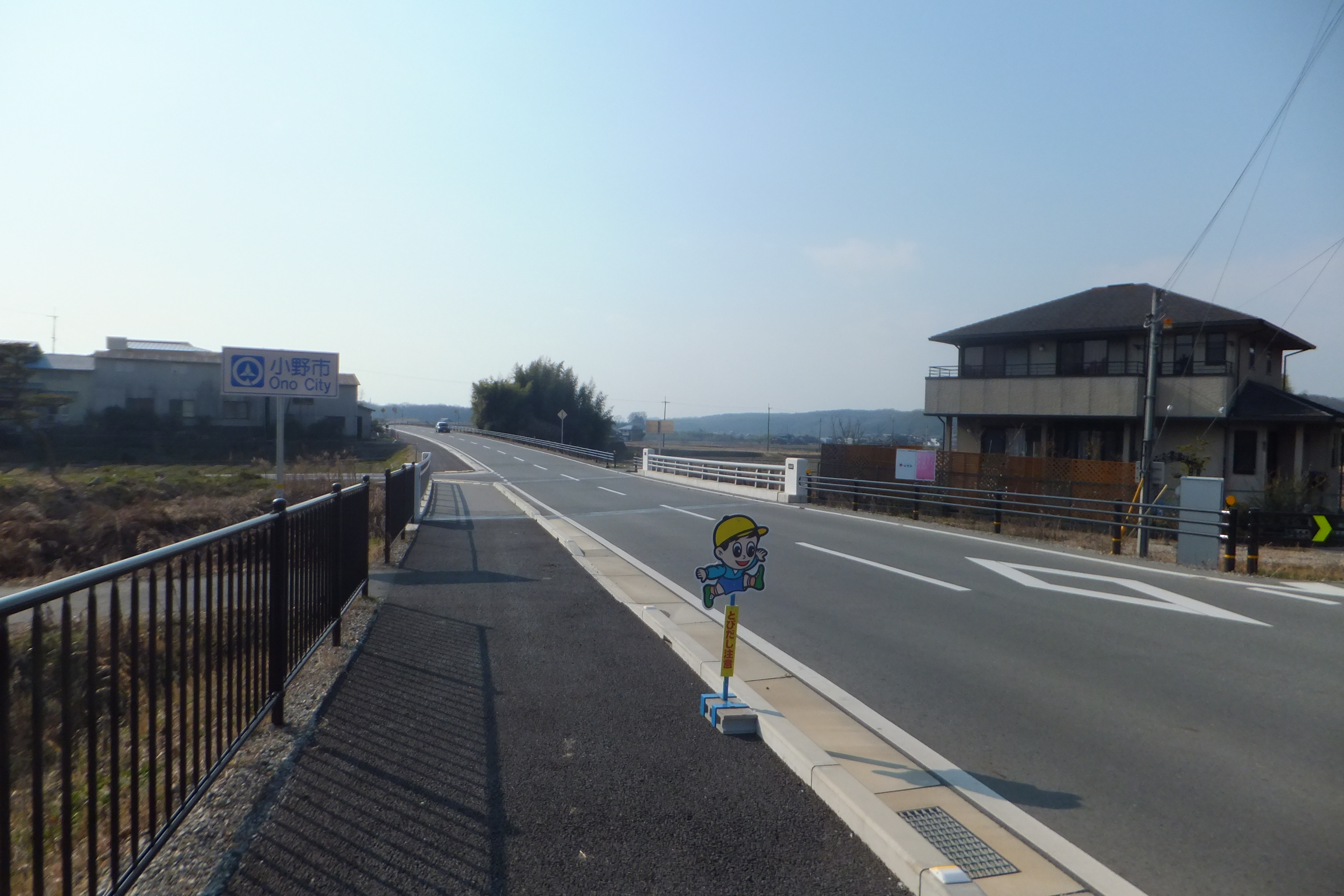
小田バイパス 加東市大畑で撮影

### 重複区間
- 兵庫県道38号三木三田線（兵庫県三木市志染町御坂 地内）
- 兵庫県道20号加古川三田線（兵庫県三木市細川町豊地 - 兵庫県三木市口吉川町桃坂）

## 地理

### 通過する自治体
- 神戸市（北区）
- 三木市
- 加東市
- 小野市
- 加東市

### 交差する道路

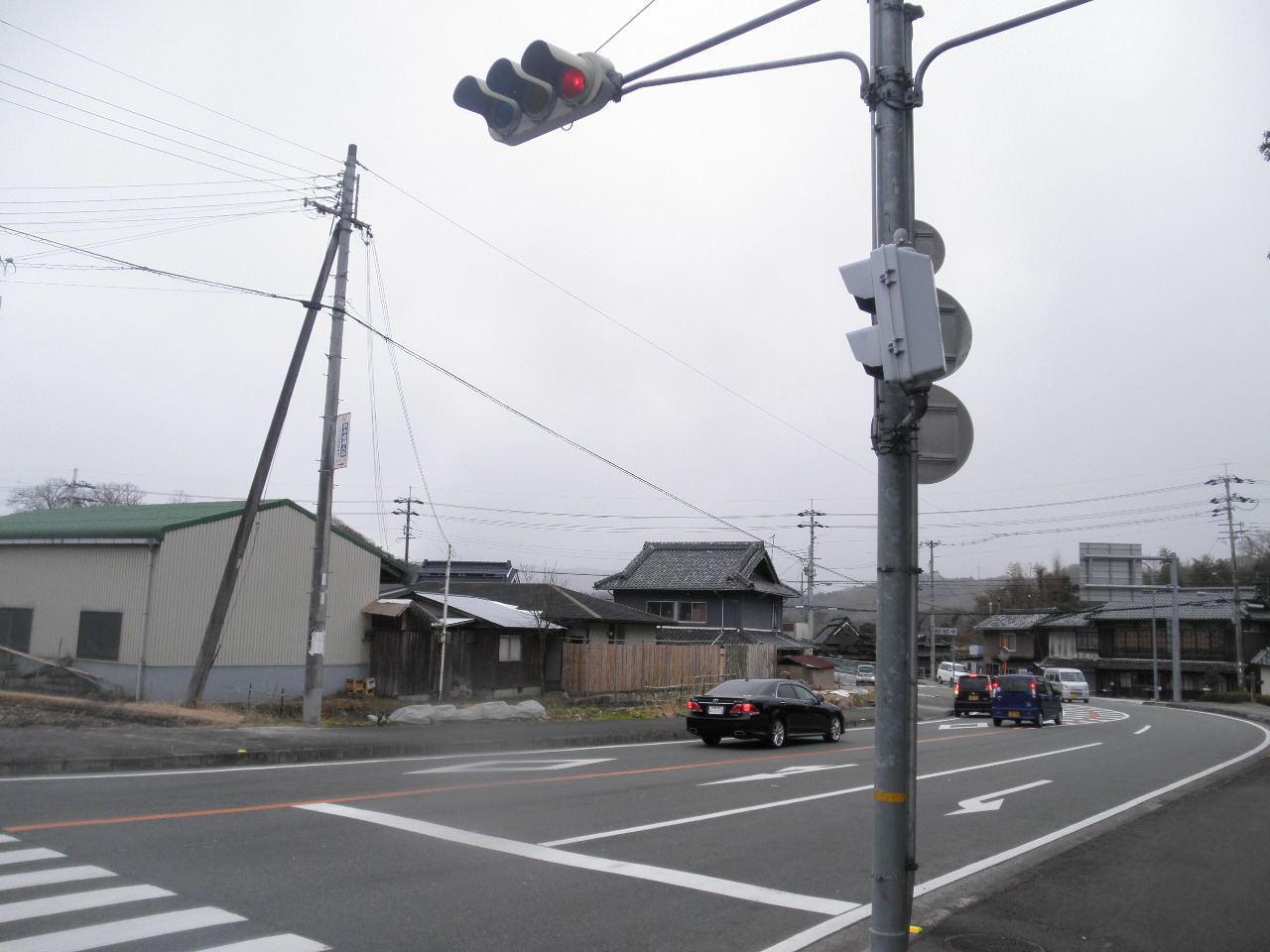
兵庫県道38号三木三田線との交点付近 三木市志染町御坂で撮影
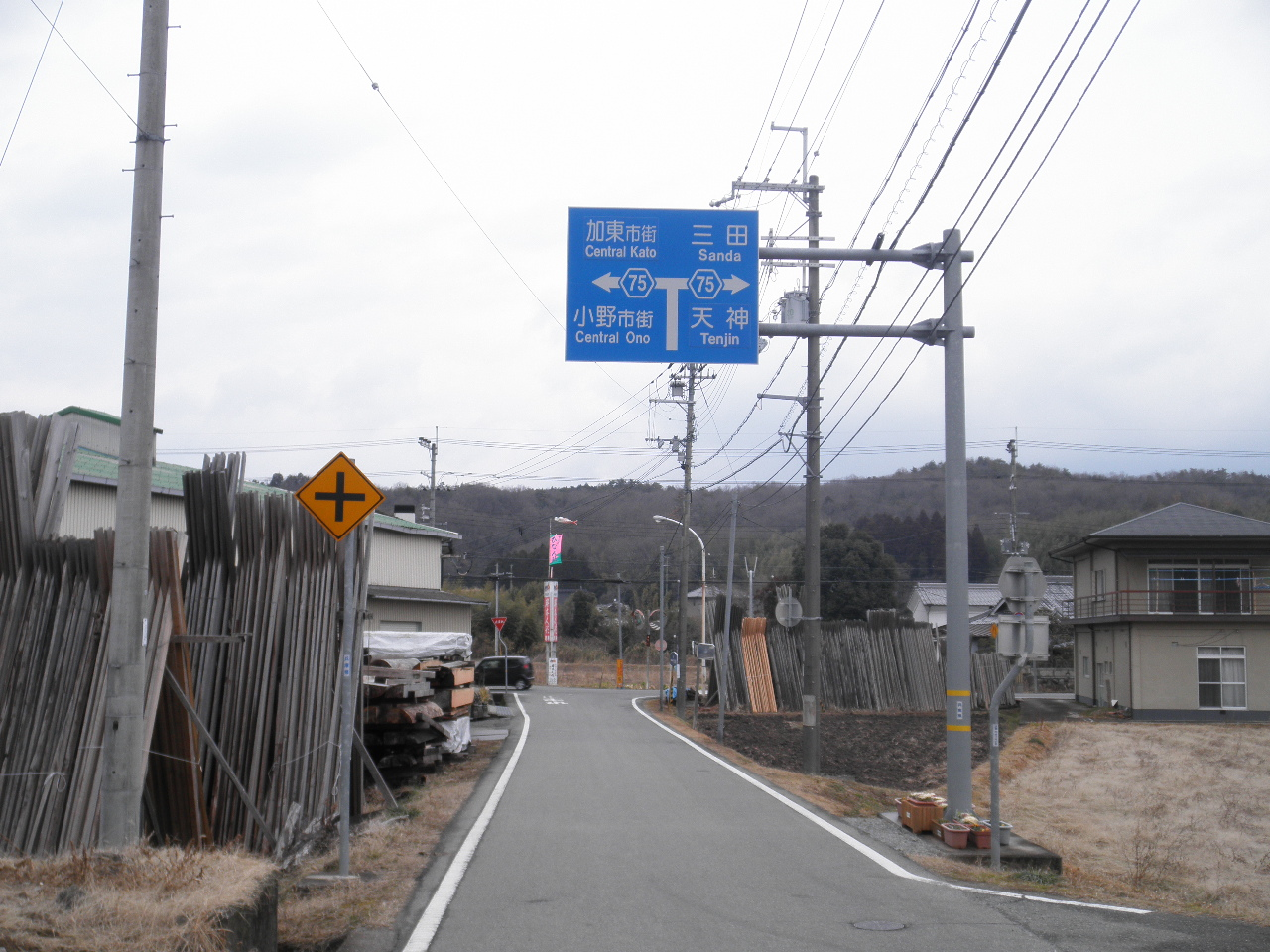
兵庫県道75号小野藍本線との交点付近 小野市池田町で撮影

| 交差する道路                           | 交差する場所                       |
| -------------------------------------- | ---------------------------------- |
| 国道428号                              | 兵庫県神戸市北区山田町原野字西脇山 |
| 兵庫県道563号神出山田自転車道線        | 兵庫県神戸市北区山田町衝原         |
| 兵庫県道38号三木三田線                 | 兵庫県三木市志染町御坂             |
| 兵庫県道38号三木三田線                 | 兵庫県三木市志染町御坂             |
| 兵庫県道83号平野三木線                 | 兵庫県三木市志染町御坂             |
| E2 山陽自動車道 三木東インターチェンジ | 兵庫県三木市志染町御坂             |
| 兵庫県道355号楠原三木線                | 兵庫県三木市細川町増田             |
| 兵庫県道20号加古川三田線               | 兵庫県三木市細川町豊地             |
| 兵庫県道20号加古川三田線               | 兵庫県三木市口吉川町桃坂           |
| 兵庫県道353号大畑小野線                | 兵庫県加東市大畑                   |
| 兵庫県道75号小野藍本線                 | 兵庫県小野市曽根町                 |
| 兵庫県道351号大門小田線                | 兵庫県小野市小田町                 |
| 国道372号                              | 兵庫県加東市山国                   |

- 兵庫県道38号三木三田線との交点付近
三木市志染町御坂で撮影
- 兵庫県道75号小野藍本線との交点付近
小野市池田町で撮影

### 沿線にある施設など
- つくはら湖
- NESTA RESORT KOBE